# Santiago Talavera
Santiago Talavera Chillón-Mendieta (Albacete, 18 de octubre de 1979) es un artista español contemporáneo.

## Reseña biográfica
Estudió Bellas Artes en la Universidad Complutense de Madrid, con un último curso en la Camberwell College of Arts de Londres. Ha realizado exposiciones individuales en Museos como CEART - Centro de Arte Tomás y Valiente y en galerías de Londres, París, Barcelona, Madrid y Valencia. Su trabajo recibió el premio a mejor exposición en el Abierto Valencia 2021 y el primer premio de la XII Mostra Internacional de arte Gas Natural Fenosa, entre otros galardones. Su obra ha sido expuesta individual y colectivamente en diversas instituciones, entre ellas La Casa Encendida, Centro Centro y Real Academia de Bellas Artes de San Fernando de Madrid, Instituto Cervantes de Chicago, Museo de Berlín Freires, así como diversas ferias de arte contemporáneo en España, Argentina, Estados Unidos, Inglaterra y Sudáfrica.
Otros trabajos ajenos a la labor principal deben estar descrito en la sección "Vida personal".

## Becas, residencias y premios
- Residencia artística en Institut Français de Marrakech (Institut Français de Marrakech, 2023)
- Residencia artística en Montresso Art Foundation (Jardin Rouge, 2022)
- Premio A Contemporánea (Intersección audiovisual Festival, 2021)
- Premio a la Mejor exposición (Abierto Valencia, 2021)
- Residencia artística en Johannesburgo (Nirox Foundation, 2015)
- Premio de Artes Plásticas (Museo Municipal de Albacete, 2013)
- Primer Premio de Artes Plásticas (XII Mostra Internacional de Arte Gas Natural Fenosa, 2012)
- I Encuentro de artistas novos dirigido por Rafael Doctor (Ciudad de la Cultura de Galicia, 2011)
- Beca de pintura Pilar Montalbán (2009)
- XVII Premio de Artes Plásticas (UNED, Madrid, 2008)